# Ophrys sect. Araniferae
Ophrys sect. Araniferae is een sectie (onderverdeling van een geslacht) met ongeveer tachtig terrestrische soorten orchideeën, die deel uitmaakt van het geslacht Ophrys.

## Naamgeving en etymologie
De naam Araniferae is afkomstig van de soort Ophrys aranifera, synoniem van Ophrys sphegodes, de spinnenorchis.

## Kenmerken
Araniferae verschillen van de andere Ophrys-soorten door de bovenste kroonbladen die ten minste half zo groot zijn als de kelkbladen, meestal donkerder gekleurd zijn, en gegolfde randen hebben. De bloemlip is ongedeeld, bol, ovaal van vorm en rood- tot donkerbruin gekleurd. Het speculum is Π- of H-vormig, of bestaat uit twee losse verticale strepen. Een aanhangsel is afwezig of zeer klein.

## Verspreiding en voorkomen
Araniferae komen voor in heel Europa, maar het zwaartepunt ligt in het Middellandse Zeegebied.

## Taxonomie
De sectie Araniferae omvat ongeveer 80 soorten spiegelorchissen. Naargelang van de auteur wordt de sectie nog verder onderverdeeld in verschillende groepen.